# آی‌ای‌آر ۸۰
آی‌ای‌آر ۸۰ (به انگلیسی: IAR 80) یک هواپیمای ساختِ کارخانهٔ ایندوستریا آئروناتیکا رومانا است که در سال ۱۹۴۰–۱۹۴۴ ساخته شد. نخستین استفاده‌کنندهٔ این هواپیما نیروی هوایی سلطنتی رومانی بوده‌است. این هواپیما در ۱۲ آوریل ۱۹۳۹ میلادی نخستین پرواز خود را انجام داد.